# Albert Isern i Castro
Albert Isern i Castro (Badalona, 16 de juny 1940) és un dissenyador gràfic, pedagog, editor i col·leccionista d'imatges i objectes de disseny. La seva activitat professional s'ha centrat sobretot en el camp de la imatge institucional, la identitat corporativa i el packaging. Ha estat fundador, editor i director de Creativity News (1990-1996) i de la Guia Creativity, un anuari de referència que aplega la producció més destacada en matèria de disseny i comunicació a Catalunya des de 1997.
A més de la seva estreta i llarga vinculació amb el FAD, també ha assessorat i ha estat membre dels òrgans rectors d'entitats com l'Associació de Dissenyadors Professionals (ADP), Barcelona Centre de Disseny (BCD), la Fundació Comunicació Gràfica, la Facultat de Belles Arts de la Universitat de Barcelona i de fires com Hispack i Graphispag. Ha estat fundador del primer Museu Virtual de Disseny i la seva tasca ha estat reconeguda amb la medalla del FAD (1978), vuit Premis LAUS de disseny gràfic, el Premi especial ANUARIA 2000 a la trajectòria professional, el premi Daniel Gil de disseny editorial
i el de “Mestre. Cadena FAD” (2012), entre d'altres.

## Trajectòria professional
Albert Isern Castro va estudiar dibuix publicitari a l'escola Massana de Barcelona i des que va acabar els estudis, el 1967, s'ha dedicat al disseny gràfic. Ha treballat per a diverses empreses, institucions, administracions i entitats en els sectors del cartellisme, la identitat gràfica, el packaging, el sector editorial i en tot el que fa referència a la comunicació gràfica en general. Ha tingut com a clients la Generalitat de Catalunya, els ajuntaments de Barcelona i Badalona, el CIDEM, el Ministerio de Industria o el Govern Basc. En el sector bancari, ha treballat per a Caixa de Sabadell, Caixa de Terrassa o Caixa de Girona, així com per a mitjans de comunicació Catalunya Ràdio, Rac 1 o Rac 105. En la seva activitat professional ha tingut una vinculació molt estreta amb el món de les fires i, algunes d'elles, com Fira de Barcelona o IFEMA, han estat els seus clients. Albert Isern també ha treballat per grans marques com Danone, Nenuco, Matutano, per grups farmacèutics com Esteve i Roche, o, fins i tot, clubs o entitats esportives com el Futbol Club Barcelona, el Reial Club de Tennis Barcelona.
Entre 1971 i 1978, exercí de professor al departament de Disseny Gràfic de l'Escola Massana. Des de 1972, i fins al març de 1989, va ser President de l'Associació de Dissenyadors Gràfics del Foment de les Arts Decoratives (ADG-FAD), període en què dirigí diverses accions, com ara Temps de Disseny (1979), Any del disseny gràfic (1987) o Primer Congrés de Disseny Gràfic i Comunicació Visual (Barcelona - Menorca, 1987). Sota la presidència d'Albert Isern, l'ADG-FAD es va obrir al disseny gràfic, es van consolidar els premis Laus i es va promocionar la professió.
Isern també ha estat membre del Consell del FAD i director dels premis LAUS en les edicions de 1983, 1986 i 1988; jurat en concursos de disseny gràfic, publicitat i disseny urbà. Les seves obres han estat exposades en diferents capitals del món i referida en publicacions de comunicació i disseny de relleu. Ha estat membre del Comitè d'Imatge del COOB per als Jocs Olímpics de Barcelona 92, de la Junta Directiva de l'Associació de Dissenyadors Professionals de Catalunya (des de 1990 a 1997), del Consell Assessor de la Facultat de Belles Arts de la Universitat de Barcelona, membre del Comité d'Hispack, Fira Internacional de Packaging de Barcelona(1997-2013) i del de Graphispack (2008-2013).
Així mateix també ha exercit com a professor en el Màster de Packaging de l'Escola Elisava de Barcelona. Ha realitzat conferències i seminaris sobre disseny i comunicació, entre les quals destaquen El Disseny Catala" al FIESP de Sao Paulo i a la Universitat de Rio de Janeiro (1982) i ha comissariat diverses exposicions sobre packaging com ara "The world's wonderful packaging" (2009)," Diseño, luego pienso" (2014). L'any 2006 va ser convidat a col·laborar en "disseny_cat", un estudi sobre el sistema de disseny català dirigit per Anna Calvera i Josep Maria Monguet.
L'any 2012 és distingit com a Mestre de la Cadena FAD. Entre els anys 2017 i 2018, Isern presentà la seva exposició antològica "Món Icònic Albert Isern 50 Anys". A continuació, l'any 2021 és nomenat Acadèmic d'Honor de la Reial Acadèmia Catalana de Belles Arts de Sant Jordi.
Isern treballa també en temes d'investigació i prospecció gràfica sobre disseny amb documents i imatges obtingudes en més de seixanta països. L'interès per la recol·lecció d'imatges, artefactes i objectes de disseny, ha portat aquest dissenyador badaloní a publicar una "història del disseny" fonamentada en elements icònics que porta per títol "Autobiogràfica". Les seves col·leccions li han servit també per arrancar el Primer Museu Virtual de disseny que Isern dirigeix des de la seva fundació l'any 2001.

## Publicacions
- Barcelona 92: La creativitat gràfica a l'esport olímpic. Barcelona: ADGFAD,1987.[21]
- ADG-FAD: 25 [anys]. Barcelona: ADG-FAD, 1990. ISBN  8440449453.[22]
- 50 Bikini Barcelona. Llibre-objecte. Esplugues: Industria Gráfica Offset Lito, 2003[23][24][25][26][27]
- Creativitat i estiu. Barcelona: Guia Creativity, 2003.[28]
- Autobiográfica. Badalona: Isern Disseny, 2007. ISBN 9788493085988.[29]
- Pollos viajeros (coautoria amb Mari Carmen Aymar) Barcelona: Nova Era, 2008. ISBN 9788493085995
- Maravillosos packagings del mundo. Barcelona: Hispack: Fira de Barcelona, 2009. ISBN 9788493642112.[30]
- Barcelona CMYK, 2007-2011: escenografies urbanes. [Barcelona]: Estudi 6, 2010. ISBN 9788461506347.[31]
- La Melgosa, ea!: una historia en imágenes, 1941-2011 (coautoria amb Carol Isern i Marçal Isern) Barcelona : Albert Isern, 2011.[32]
- Pack: història, memòria i cultura del packaging: pack art (coautoria amb Rosa Queralt) Barcelona: Saló Internacional de l'Embalatge, Hispack : Fira de Barcelona, 2003.[33]
- Amoramar, Poètica de les antigues barques de pescadors de Badalona, 2022. ISBN 9788488758651[34]